# Abdul Kader Keïta
Abdul Kader Keïta (ur. 6 sierpnia 1981 w Abidżanie) – piłkarz z Wybrzeża Kości Słoniowej występujący na pozycji napastnika, reprezentant swojego kraju, od 2015 roku zawodnik indonezyjskiego klubu Persib Bandung.

## Kariera klubowa
Kader Keïta rozpoczynał swoją karierę w ojczyźnie, skąd szybko wyjechał zarabiać do krajów arabskich. Występował w lidze tunezyjskiej oraz na Półwyspie Arabskim. W 2005 został zawodnikiem Lille OSC, z którym występował w Lidze Mistrzów i wywalczył 3. miejsce w Ligue 1 w 2006 roku. Latem 2007 za 16 milionów euro przeszedł do Olympique Lyon. W 2009 roku opuścił zespół 7-krotnego mistrza Francji i przeniósł się do Galatasaray SK. Z tureckim klubem związał się na trzy lata za kwotę 7,5 miliona euro. 6 lipca opuścił klub i za 8,150 miliona euro przeniósł się do katarskiego klubu Al-Sadd.

## Kariera reprezentacyjna
Do reprezentacji Wybrzeża Kości Słoniowej Kader Keïta został po raz pierwszy powołany po Pucharze Narodów Afryki 2006, na towarzyski mecz z Hiszpanią, w którym zadebiutował. Henri Michel powołał go również na Mistrzostwa Świata 2006, na których był najmniej doświadczonym w reprezentacji graczem Wybrzeża Kości Słoniowej. Na turnieju finałowym zadebiutował w pierwszym meczu przeciwko Argentynie (1:2), jednak jego drużyna nie zdołała wyjść z grupy. W latach 2000–2012 w drużynie narodowej Keïta rozegrał 68 spotkań i zdobył 11 bramek.